# Lupin III - Il ritorno del mago
Lupin III - Il ritorno del mago (ルパン三世 生きていた魔術師?, Rupan Sansei - Ikiteita majutsushi), letteralmente "Lupin III - Il mago redivivo", è il primo OAV giapponese con protagonista Lupin III, il celebre ladro creato da Monkey Punch, è uscito in DVD in Giappone il 3 aprile 2002 per celebrare il 30º anniversario dall'uscita del primo manga. Per la sua realizzazione si è fatto largo uso di computer grafica. In Italia è stato trasmesso per la prima volta su Italia 1 il 3 e 5 febbraio 2004, diviso in due parti, col titolo Lupin III - Il ritorno del mago, modificato in Lupin III - Il ritorno di Pycal per il mercato home video. In questo OAV ricompare il personaggio di Pycal (Whisky nel primo doppiaggio italiano della prima serie), comparso nel capitolo 7 della prima serie manga e nell'episodio 2 della prima serie anime.

## Trama
Lupin ruba una gemma da una festa sul Mediterraneo, per poi essere interrotto da Pycal (chiamato anche Paikar o Whisky), l'illusionista che era apparentemente morto durante uno scontro con Lupin all'inizio della prima serie. Ora Pycal, dotato di veri poteri magici, cerca la sua vendetta.

## Doppiaggio
| Personaggio               | Doppiatore originale | Doppiatore italiano |
| ------------------------- | -------------------- | ------------------- |
| Lupin III                 | Kan'ichi Kurita      | Roberto Del Giudice |
| Daisuke Jigen             | Kiyoshi Kobayashi    | Sandro Pellegrini   |
| Fujiko Mine               | Eiko Masuyama        | Alessandra Korompay |
| Goemon Ishikawa XIII      | Makio Inoue          | Antonio Palumbo     |
| Ispettore Koichi Zenigata | Gorō Naya            | Rodolfo Bianchi     |
| Pycal                     | Nachi Nozawa         | Gaetano Varcasia    |

## Edizioni home video

### DVD
L'OAV è stato pubblicato in DVD da Yamato Video e ristampato da De Agostini. Esso contiene:
- Doppiaggio italiano 2.0
- Doppiaggio italiano 5.1 DTS[1]
- Doppiaggio italiano 5.1 Dolby Digital[1]
- Doppiaggio giapponese 2.0[1]
- Interviste all'autore e al regista[1]
- Tre finali alternativi[1]
- Trailer Yamato
- Schede personaggi

### Blu-ray Disc
In Giappone il film è stato rimasterizzato in alta definizione e commercializzato in Blu-ray Disc il 15 settembre 2010. Il film originale, pur essendo in formato 16:9, conteneva qualche breve scena sparsa in 4:3 (il tutto era presentato in letterbox): le parti in 4:3 nell'edizione Blu-ray sono presentate in pillarbox, ovvero con bande nere ai lati.
Sono presentati in alta definizione anche i tre finali alternativi del film.

## Colonna sonora
Ne esistono due versioni:
- ORIGINAL SOUND TRACKS (PREVIEW LIMITED EDITION - VAP 03/04/2002 VPBV-11436)
- Lupin the Third - Return of Pycal - Original Soundtrack (VAP 23/04/03 VPCG-84784)